# Pam Fredman
Siv Pam Fredman, född 13 maj 1950 i Göteborg, är en svensk forskare i neurovetenskap och tidigare rektor vid Göteborgs universitet.
Pam Fredman blev civilingenjör i kemiteknik vid Chalmers tekniska högskola 1973 och filosofie doktor i neurokemi 1979. Hon utnämndes 1997 till professor i neurokemi vid Göteborgs universitet. Hon var chef samt dekanus för Sahlgrenska akademin 2003–2006 och var mellan 1 juli 2006 och 1 juli 2017 rektor för Göteborgs universitet. Fredman satt mellan 2007 och 2014 i styrelsen för Sveriges universitets- och högskoleförbund, SUHF, och var dess ordförande 2009–2014.
Fredman invaldes 2008 som ledamot av Kungliga Ingenjörsvetenskapsakademien.